# 岸本浩右
岸本 浩右（きしもと こうすけ、1967年10月13日 - ）は、京都府京都市山科区出身の元サッカー選手、サッカー指導者。

## 来歴
東稜高校、大阪体育大学を経て、1990年に富士通（現 川崎フロンターレ）に入団。1995年にJリーグのジェフユナイテッド市原に移籍するが、公式戦出場はなく、翌年からはブランメル仙台（現 ベガルタ仙台）、デンソー（現 FC刈谷）を渡り歩いた。
1999年から2001年まではFC東京GKコーチに就き、強烈なシュートでGK陣を鍛えた。2002年からはジェフ千葉各部門のGKコーチを歴任。2012年にはモンテディオ山形のGKコーチを務めた。
2014年より京都サンガF.C.U-15で自身初となる監督を務める。2015年にはJFAプレミアカップでチームを全国優勝に導いた。2017年から京都のU-18監督に就任、2018年8月31日付で一身上の都合により京都U-18の監督を辞任した

## 所属クラブ
- 京都大宅サッカースポーツ少年団 (京都市立大宅小学校)[6]
- 京都市立勧修中学校[1]
- 京都府立東稜高等学校[4]
- 大阪体育大学[4]
- 1990年 - 1994年 富士通サッカー部
- 1995年  ジェフユナイテッド市原
- 1996年  ブランメル仙台
- 1997年  デンソー

## 個人成績
| 国内大会個人成績 | 国内大会個人成績 | 国内大会個人成績 | 国内大会個人成績 | 国内大会個人成績 | 国内大会個人成績 | 国内大会個人成績 | 国内大会個人成績 | 国内大会個人成績 | 国内大会個人成績 | 国内大会個人成績 | 国内大会個人成績 |
| 年度             | クラブ           | 背番号           | リーグ           | リーグ戦         | リーグ戦         | リーグ杯         | リーグ杯         | オープン杯       | オープン杯       | 期間通算         | 期間通算         |
| 年度             | クラブ           | 背番号           | リーグ           | 出場             | 得点             | 出場             | 得点             | 出場             | 得点             | 出場             | 得点             |
| 日本             | 日本             | 日本             | 日本             | リーグ戦         | リーグ戦         | JSL杯/ナビスコ杯 | JSL杯/ナビスコ杯 | 天皇杯           | 天皇杯           | 期間通算         | 期間通算         |
| ---------------- | ---------------- | ---------------- | ---------------- | ---------------- | ---------------- | ---------------- | ---------------- | ---------------- | ---------------- | ---------------- | ---------------- |
| 1990-91          | 富士通           | 31               | JSL2部           | 0                | 0                | 0                | 0                |                  |                  |                  |                  |
| 1991-92          | 富士通           | 21               | JSL2部           | 0                | 0                | 0                | 0                |                  |                  |                  |                  |
| 1992             | 富士通           |                  | 旧JFL1部         |                  |                  | -                | -                |                  |                  |                  |                  |
| 1993             | 富士通           |                  | 旧JFL1部         |                  |                  | -                | -                |                  |                  |                  |                  |
| 1994             | 富士通           |                  | 旧JFL            |                  |                  | -                | -                |                  |                  |                  |                  |
| 1995             | 市原             | -                | J                | 0                | 0                | -                | -                |                  |                  |                  |                  |
| 1996             | B仙台            |                  | 旧JFL            |                  |                  | -                | -                |                  |                  |                  |                  |
| 1997             | デンソー         |                  | 旧JFL            |                  |                  | -                | -                |                  |                  |                  |                  |
| 通算             | 日本             | 日本             | J                | 0                | 0                | -                | -                |                  |                  |                  |                  |
| 通算             | 日本             | 日本             | JSL2部           | 0                | 0                | 0                | 0                |                  |                  |                  |                  |
| 通算             | 日本             | 日本             | 旧JFL            |                  |                  | -                | -                |                  |                  |                  |                  |
| 総通算           |                  |                  |                  |                  |                  |                  |                  |                  |                  |                  |                  |

## 指導歴
- 1999年 - 2001年 FC東京：GKコーチ[7]
- 2002 ジェフユナイテッド市原：アマチュア、ユースおよびジュニアユース、辰巳台ジュニアユースおよびジュニア、舞浜ジュニアユースおよびジュニアGKコーチ[8]
  - 2002年 U-16日本代表：GKコーチ
- 2003年 - 2007年 ジェフユナイテッド市原 / ジェフユナイテッド市原・千葉：GKコーチ
- 2008年 - ジェフリザーブス：GKコーチ
- 2010年 - JFAアカデミー宇城校：GKコーチ
- 2012年 モンテディオ山形：GKコーチ
- 2014年 - 2018年　京都サンガF.C.
  - 2014年 - 2016年　U-15監督
  - 2017年 - 2018年8月　U-18監督